# Isodictya doryphora
Isodictya doryphora är en svampdjursart som först beskrevs av Brøndsted 1927.  Isodictya doryphora ingår i släktet Isodictya och familjen Isodictyidae. Inga underarter finns listade i Catalogue of Life.